# Ben Brereton
Benjamin Anthony Brereton Díaz (Stoke-on-Trent, 18 de abril de 1999) é um futebolista inglês de origem chilena que atua como ponta-esquerda. Atualmente joga pelo Southampton.

## Carreira

### Nottingham Forest
Brereton assinou com o Nottingham Forest no verão de 2015, após sua liberação do Stoke City. Após sua impressionante forma nas equipes da academia do clube, com 15 gols em 20 partidas, Brereton assinou um novo contrato com o clube em 31 de dezembro de 2016.

#### 2016–17
Brereton fez sua estreia na equipe titular pelo Forest em 25 de janeiro de 2017 como substituto aos 76 minutos durante uma derrota por 2 a 0 para o Leeds United. Ele marcou seu primeiro gol em 4 de fevereiro, marcando nos acréscimos contra o Aston Villa para dar a Forest uma vitória por 2 a 1.
Em 27 de março de 2017, depois de fazer dez aparições e marcar contra o Fulham e o Brentford, Brereton foi nomeado para o prêmio de Aprendiz do Ano. Ele foi um dos três jogadores nomeados, os outros nomeados como Lloyd Kelly de Bristol City e George Hirst do Sheffield Wednesday. Brereton foi anunciado como o vencedor no EFL Awards no Hilton Hotel, Park Lane, em 9 de abril.

#### 2017–18
Ele assinou um contrato de longo prazo com a Forest em 22 de junho de 2017, mantendo-o sob contrato no clube até junho de 2021.
Na sua última temporada pela equipe, Ben atuou por 35 vezes e marcou 5 gols, dando também 3 assistências na EFL Championship daquela temporada. Sua equipe, todavia, garantiu somente a 17ª colocação na tabela.
Na Carabao Cup, Brereton ficou de for apenas do primeiro jogo da equipe. Na sequência, Ben estreou na vitória apertada contra o Newcastle por 3 a 2, e jogou na eliminação diante o Chelsea por 5 a 1.
Pela Copa da Inglaterra, o jogador estreou bem. Ele marcou um gol na goleada diante o Arsenal por 4 a 2. Porém, na partida seguinte, a equipe foi eliminada diante o Hull City por 2 a 1.

### Blackburn

#### 2018–19
Em 28 de agosto de 2018, Brereton assinou um contrato de empréstimo com o Blackburn, com o objetivo de tornar a transferência permanente na janela de transferência de janeiro de 2019.
Em 4 de janeiro de 2019, a mudança tornou-se permanente por uma taxa não divulgada, que se acredita ser de £ 7 milhões.
Pela equipe, jogando a segunda divisão do futebol inglês, Ben fez números modestos. Em 25 partidas, o jogador marcou uma vez e deu uma assistência para Bradley Dack em um empate por 1 a 1 na 17ª rodada. O Blackburn Rovers fez uma temporada igualmente modesta, terminando a tabela na 15ª posição.
O desempenho do jogador nas copas nacionais também não foi bom. Ele não marcou gol algum e viu o time ser eliminado diante o Newcastle na FA Cup, e contemplou outra eliminação diante o Bournemouth na Carabao Cup.

#### 2019–20
Na temporada seguinte, Ben continuou fazendo números modestos. Em 15 partidas, ele marcou apenas um gol. Na Championship, o jogador ainda foi expulso na 40ª rodada, pegando assim três partidas de gancho. Sua equipe novamente ficou longe do acesso, pois garantiram somente a 11ª colocação.
Nas copas, Ben não conseguiu ir longe com a equipe. O Blackburn foi eliminado logo em sua estreia de FA Cup para o Birmingham e deixou a Carabao Cup na segunda partida diante o Sheffield United. No entanto, Brereton fizera apenas um jogo nessa segunda competição: na vitória por 3 a 2 diante o Oldham Athletic. Nessa partida, ele deu uma assistência para Bradley Dack marcar o primeiro gol da equipe.

#### 2020–21
Tendo sua temporada mais regular, Ben marcou sete gols em 40 jogos de liga. Além disso, distribuiu também cinco assistências, com destaque para a vez que deu dois passes para gol em um jogo contra o Coventry City (além de sofrer um pênalti). O Blackburn terminou a EFL Championship em 15ª colocado.
Nas Copas, Ben foi eliminado rápido. Blackburn venceu o primeiro jogo contra o Doncaster Rovers na Carabao Cup, mas foi eliminado na sequência contra o Newcastle. A equipe voltou a enfrentar o Doncaster, na FA Cup, mas o time adversário venceu o duelo.

#### 2021–22
Em sua principal temporada na equipe até então, Ben destacou-se muito no clube marcando 22 gols em 37 partidas de Segunda Divisão. Foi nessa mesma temporada que o jogador marcou seu primeiro hat-trick: contra o Cardiff na 9ª rodada.
Todavia, apesar dos números positivos, o jogador não terminou na liderança da artilharia, pois Aleksandar Mitrović fizera uma temporada positiva pelo Fulham e anotou 43 bolas na rede. Além disso, Dominic Solanke conseguiu marcar 29 gols, ficando em segundo colocado.  O Blackburn ficou seis pontos atrás do 6º colocado e não conquistou vaga aos play-offs de acesso por terminarem a temporada na 8ª posição.
Nas copas, o desempenho de Ben, e do resto do elenco, não foi diferente das temporadas passadas. O clube foi eliminado na primeira partida em ambas as competições e focou apenas na EFL Championship daquela temporada desde muito cedo.

#### 2022–23
Em sua última temporada na Inglaterra, Ben voltou a se destacar com muitos gols na equipe. Em 40 partidas, o jogador fez 14 gols, deu quatro assistências e ajudou a equipe a ficar em 7º colocado na EFL Championship. A equipe de Brereton ficou empatada em número de pontos com o 6º colocado, no entanto, pelos critérios de desempate, não conquistou a última vaga de play-offs de promoção.
Nas copas, o Blackburn conseguiu resultados melhores. Disputando a Copa da Liga Inglesa, a equipe conseguiu parar na 4ª eliminatória, após derrotar quatro equipes, incluindo o West Ham em um jogo dramático que foi decidido nas penalidades. Esse jogo também marcou o primeiro gol de Ben na FA Cup (com o Blackburn). Brereton saiu da competição após o Nottingham Forest vencer por 4 a 1.
Na FA Cup, a equipe conseguiu eliminar seus adversários até parar sua campanha nas quartas de final. Ben marcou um gol na eliminação do Blackburn diante o Sheffield United por 3 a 2.

### Villarreal
Após temporadas de destaque no futebol inglês (e a venda de Nicolas Jackson), Ben foi contratado pelo Villarreal Club de Fútbol em 4 de julho de 2023. Seu contrato vai até 2027.

## Seleção Nacional

### Inglaterra
Em março de 2017, Brereton foi convocado pela primeira vez para uma seleção da Inglaterra depois de ser convocado para a seleção de sub-19 para os jogos contra os espanhóis, noruegueses e bielorrussos. Tendo começado a derrota de sua equipe por 3 a 0 sobre a Espanha e saindo do banco para a vitória por 5 a 1 sobre a Bielorrússia, o técnico Keith Downing elogiou suas atuações e facilidade em se instalar no time.
Brereton foi posteriormente convocado para representar a Inglaterra no Campeonato da Europa de Sub-19 2017. Na fase de grupos, ele marcou o gol da vitória contra a Holanda e duas vezes contra a Alemanha. Brereton foi reserva no segundo tempo durante a vitória sobre Portugal na final. Seu total de três gols significou que Brereton foi o artilheiro do torneio. Brereton também disputou o Campeonato da Europa de Sub-19 de 2018, marcando seu único gol no torneio na partida de abertura da fase de grupos contra a Turquia.

### Chile
Em 2021, foi noticiado que Brereton estava sendo considerado pelo Chile para uma possível convocação. Ele foi elegível pelo fato de sua mãe ter nascido no interior. Em 24 de maio de 2021, Brereton foi convocado pela primeira vez para o time do Chile pelo técnico Martín Lasarte para as eliminatórias contra a Argentina e a Bolívia. Posteriormente, ele foi incluído na equipe do Chile para a Copa América de 2021. Em 14 de junho, ele fez sua estreia pelo Chile na Copa América, quando saiu do banco contra a Argentina no empate em 1 a 1. Em 18 de junho, ele marcou seu primeiro gol internacional pelo La Roja, contra a Bolívia, na vitória por 1-0.

## Vida pessoal
Nascido na Inglaterra, Brereton representou seu país natal nas categorias Sub-19 e Sub-20, antes de ser convocado pelo Chile para a Copa América de 2021, no Brasil, tendo se classificado para esta última por intermédio de sua mãe.

## Títulos
Inglaterra Sub-19
- Campeonato da Europa de Sub-19 da UEFA : 2017[57]

### Prêmios individuais
- Chuteira de ouro do Campeonato da Europa de Sub-19 da UEFA: 2017[64]
- Aprendiz do ano no Campeonato EFL: 2016–17[6]